# 朝がまたくるから
『朝がまたくるから』（あさがまたくるから）は、羅川真里茂による日本の漫画短編集。
白泉社の漫画雑誌『花とゆめプラス』『別冊花とゆめ』に掲載された3編の読み切りが収録されている。

## 収録作品

### 葦の穂綿
（あしのほわた）、『花とゆめプラス』2005年4月25日号 掲載
春から地元に戻り、和菓子屋で働き始めた新田鈴は、自転車のパンクを直してくれた男性・孝に惹かれ始めてしまう。だが彼にはある過去があり、決して積極的に人と関係を持とうとはしなかった。鈴は報われぬ恋をしたのか、彼の心を動かすことはできないのか。
タイトルの「葦の穂綿」は、葦の穂が晩秋にけば立って綿のようになること。
新田 鈴（あらた すず）
20歳。隣町の和菓子屋に勤める。自転車のパンクを直してくれた孝に惹かれる。
宇佐美 孝要（うさみ こうよう）
叔父が営むモータースに勤める。高校時代に不良グループに絡まれ、その内の1人を殴り殺してしまった。両親と妹は事件後に自殺し、一生家族を作らないと決めている。

### 半夏生
（はんげしょう）、『別冊花とゆめ』2007年10月号 掲載
プロのカメラマンを目指すリオ。ある日、仕事で撮影に訪れたファッションショーで見かけた、美しい横顔と美しいプロポーションを持つ人が同じマンションの男子高校生・珪碁だと気付いてしまう。他人にゴスロリ女装趣味を知られたくないが、綺麗に撮ってほしい珪碁と、自分が何を撮りたいのかいまいち定まらないリオ。2人の交渉は成立し、リオは珪碁の写真を撮り始める。
江塚 リオ（こうづか りお）
24歳。プロのカメラマンを目指しながらも、撮りたいものが決められない。珪碁の写真を撮るようになってから、その美しさをより多くの人に知ってもらいたいと思うようになり、また彼の美しさに別の感情もわき始める。
平成 珪碁（ひらなり けいご）
16歳。ゴスロリ系ファッションのデザインや着用が趣味。普通の男子高校生としてはかなりモテるタイプ。父親は弁護士、母親はPTA役員などを務め、体面や体裁を気にする。

### 冬霞
（ふゆがすみ）、『別冊花とゆめ』2010年2月号 掲載
親に虐待を受け、育児放棄をされる幼い双子の兄妹、リキとチカ。薄暗く汚い家で、親が帰ってくるのを怯えながら待つ生活、悪魔でもいいから、誰かここから連れ去ってください、そう願っていた2人の元に来たのは見知らぬ男・恭一。闇から出ることを選んだ2人は、何者かに追われているという恭一との逃亡生活を始める。
リキ・チカ
双子の兄妹。出生届が出されておらず、年齢は不明。虐待、ネグレクトを受けていたため、怒鳴り声などに怯える。
恭一（きょういち）
「事務所」からドラッグと拳銃を盗み、逃亡中にリキとチカを見つけ、共に逃亡生活を始める。親に虐待され、10歳の時から祖父母に育てられた。

## 書誌情報
羅川真里茂 『朝がまたくるから』 〈白泉社・花とゆめCOMICSスペシャル〉 全1巻
- 2010年4月19日発売[1]、ISBN 978-4-592-19816-1